# Fisher Building
Il Fisher Building è un famoso grattacielo situato al 3011 West Grand Boulevard, nel cuore dell'area del New Center di Detroit, nel Michigan. L'edificio decorato, completato nel 1928, è una delle principali opere dell'architetto Albert Kahn ed è stato progettato in stile Art Déco, costruito in pietra calcarea, granito e diversi tipi di marmo. La famiglia Fisher ha finanziato l'edificio con i proventi della vendita di Fisher Body a General Motors. È stato progettato per ospitare uffici e spazi commerciali.
L'edificio, che contiene l'elaborato Teatro Fisher da 2.089 posti, è stato designato National Historic Landmark il 29 giugno 1989. Ospita anche il quartier generale per le scuole pubbliche di Detroit.

## Storia

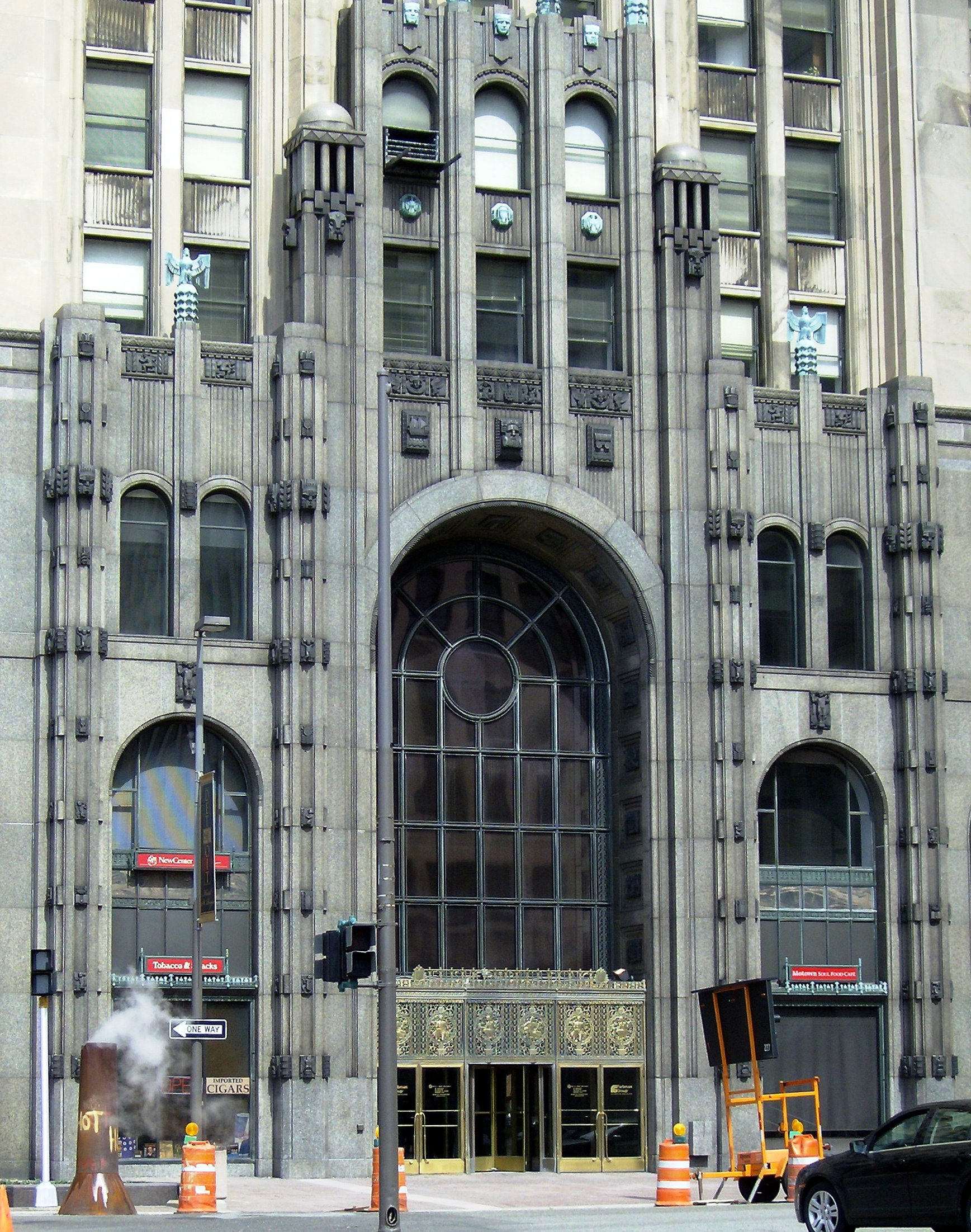
Dettaglio della facciata

Inizialmente l'architetto Joseph Nathaniel French dell'Albert Kahn Associates progettò un complesso di tre edifici, con due strutture di 30 piani che fiancheggiavano una torre di 60 piani. Tuttavia la Grande Depressione costrinse a mantenere il progetto con una torre.
I fratelli Fisher localizzarono l'edificio di fronte al General Motors Building, ora Cadillac Place, dopo il recente acquisto della Fisher Body Company da parte della General Motors. I due imponenti edifici hanno stimolato lo sviluppo di un nuovo centro per la città, un quartiere degli affari a nord del centro della città.
Il tetto a padiglione dell'edificio era originariamente rivestito con piastrelle a foglia d'oro, ma durante la seconda guerra mondiale queste piastrelle furono coperte con asfalto perché si temeva che la superficie riflettente attirasse i bombardieri nemici. Dopo la guerra l'asfalto non poté essere rimosso dalle tessere d'oro, senza danneggiarlo, quindi furono sostituite con piastrelle verdi. Dagli anni '80 queste piastrelle sono state illuminate di notte con luci colorate per dare loro un aspetto dorato. Il giorno di San Patrizio le luci vengono cambiate in verde e, negli ultimi anni, per celebrare i playoff della NHL, la torre è illuminata da luci rosse in onore dei Detroit Red Wings.
Nel 1974, Tri-Star Development acquistò il Fisher Building e l'adiacente New Center Building per circa $ 20 milioni.
Nel 2001, Farbman Group, una società immobiliare con sede a Southfield, ha acquistato i due edifici dalla TrizecHahn Corporation per $ 31 milioni. Il Farbman Group ha perso gli edifici, rilevati dal suo istituto di credito nel 2015.
Nel giugno 2015, il costruttore di Southfield Redico LLC, in collaborazione con l'HFZ Capital Group di New York City e altri, approfittando del declino generale dei valori immobiliari di Detroit, ha acquistato il Fisher Building e l'adiacente Albert Kahn Building, oltre a 2.000 posti auto in due parcheggi e tre lotti di superficie in New Center per soli $ 12,2 milioni in asta. La Redico ha dichiarato che la partnership prevede di trasformare i due edifici, collegati da un atrio pedonale sotterraneo, in quello che viene definito uno sviluppo "misto urbano", con un mix di uffici, vendita al dettaglio, uso residenziale e intrattenimento. Il progetto pluriennale ha un costo potenziale di circa $ 70/80 milioni, oltre al prezzo di acquisto.

## Architettura

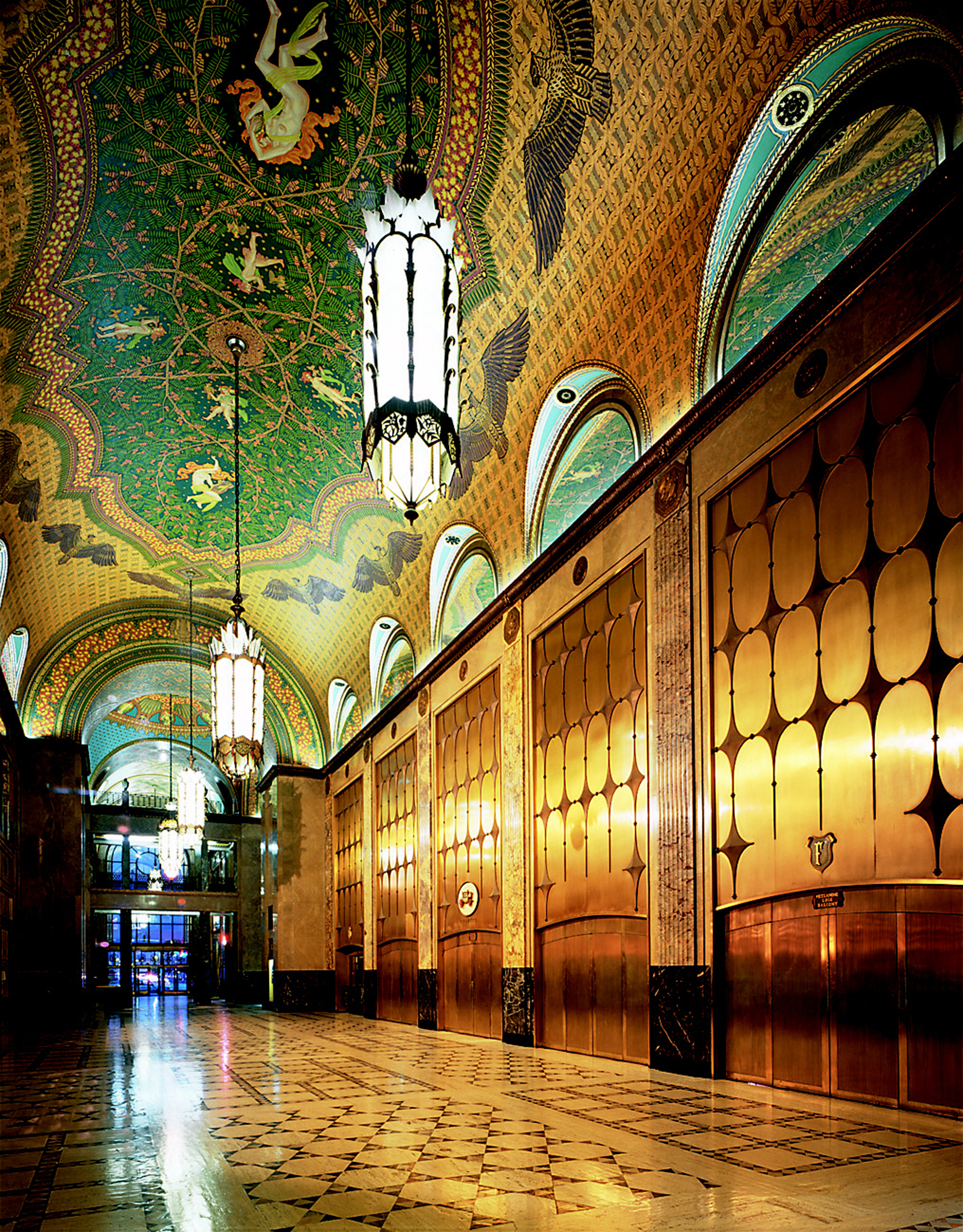
L'ingresso

Il Fisher Building sorge a 30 piani con un'altezza del tetto di 428 piedi (130 m), un'altezza del piano superiore di 339 piedi (103 m) e la guglia raggiunge 444 piedi (135 m). L'edificio ha 21 ascensori. Albert Kahn and Associates progettò l'edificio con Joseph Nathaniel French che fungeva da architetto principale. French si ispirò al design della Tribune Tower di Eliel Saarinen del 1922, vista nell'enfasi della verticalità e dei piani superiori a gradoni. L'edificio è diverso da qualsiasi altra produzione di Albert Kahn. È stato definito "il più grande oggetto d'arte di Detroit".
Nel 1929, la Architectural League di New York onorò il Fisher Building con una medaglia d'argento per l'architettura. L'opulenta entrata a volta a botte a tre piani è costruita con quaranta diversi tipi di marmo, decorata dall'artista ungherese Géza Maróti ed è molto apprezzata dagli architetti. La scultura all'esterno dell'edificio è stata fornita da diversi scultori tra cui Maróti, Corrado Parducci, Anthony De Lorenzo e Ulysses Ricci.

## Radio
I progetti richiedevano due pennoni in cima al tetto dorato. Sebbene siano stati installati, furono essenzialmente inutilizzabili poiché fu installata un'antenna radio quando uno degli inquilini più vecchi dell'edificio, la stazione radio WJR, affittò lo spazio nel dicembre 1928. Gli ospiti in onda spesso ricordano che le trasmissioni provengono "dalla torre dorata del Fisher Building." Questo era un requisito del contratto di locazione originale della stazione in cambio di un affitto nominale. Anche altre due stazioni radio, la WDVD-FM (l'ex WJR-FM) e la WDRQ-FM, hanno studi di trasmissione nell'edificio.
Nel 1970, i dipendenti dell'edificio scoprirono un magazzino sigillato con nastro adesivo. Nessuno dello staff sapeva cosa contenesse la stanza o perché fosse sigillata. Quando trovarono la chiave, scoprirono le bandiere di 75 azioni che apparentemente erano state create nel 1928 e destinate ad essere sventolate per i visitatori stranieri.

## Fisher Theatre
L'edificio ospita anche il Fisher Theatre, uno dei più antichi teatri dal vivo di Detroit. Il teatro, progettato dallo studio di architettura di Chicago di Anker S. Graven e Arthur G. Mayger, originariamente presentava un sontuoso interno a tema azteco in stile Revival Maya e una volta ha avuto arte messicana-indiana, alberi di banana e are vivi che i clienti potevano alimentare. Dopo la Depressione, il teatro ha funzionato principalmente come una sala cinematografica fino al 1961. Originariamente contenente 3.500 posti, l'interno fu rinnovato in un teatro da 2089 posti che permetteva posti a sedere più spaziosi ed atrii per gli avventori al costo di $ 3.500.000. L'arredamento fu trasformato in un semplice design di metà secolo (che alcuni sentono ora molto più "datato" in apparenza rispetto al grandioso foyer art deco). Il "nuovo" Fisher Theatre fu inaugurato il 2 ottobre 1961 ed è di proprietà e gestito dalla Organizzazione Nederlander. Rappresenta principalmente produzioni itineranti di spettacoli di Broadway e ha ospitato numerose prove provenienti da fuori.

### Rappresentazioni al Fisher pre-Broadway
- 1961: The Gay Life
- 1962: No Strings, Oliver!
- 1963: Here's Love, Jennie, Hello, Dolly!
- 1964: Foxy, Fiddler on the Roof, Golden Boy, I Had a Ball
- 1965: Pleasures and Palace, Pickwick, Sweet Charity
- 1966: Pousse-Café, Walking Happy
- 1967: Illya Darling, Henry, Sweet Henry
- 1968: I'm Solomon, Maggie Flynn
- 1969: La strada
- 1970: Applause, The Rothschilds
- 1973: Seesaw, Gigi
- 1986: Into the Light
- 1996: Big

## Arte
In linea con la storia di associazione all'arte del Fisher Building, tre gallerie di belle arti riconosciute a livello nazionale hanno occupato uno spazio nella struttura, tra cui la Gertrude Kasle Gallery ed il London Fine Arts Group.
- Gertrude Kasle Gallery: situata nella Suite 310 del Fisher Building dal 1965 al 1976, è stata una galleria d'arte di fama nazionale che ospitava mostre per alcuni degli artisti più acclamati della seconda metà del 20º secolo, tra cui Willem de Kooning, Jim Dine, Helen Frankenthaler, Robert Goodnough, Adolph Gottlieb, Phillip Guston, Grace Hartigan, Ian Hornak, Ray Johnson, Robert Motherwell, Lowell Nesbitt, Claes Oldenburg, Robert Rauschenberg e Jack Tworkov.
- London Fine Arts Group: Situato in una grande porzione del terzo piano del Fisher Building durante gli anni '70 e '80, il London Fine Arts Group ha agito come una casa editrice riconosciuta a livello internazionale aiutando nella produzione di opere d'arte in edizione limitata per molti artisti riconosciuti a livello internazionale tra cui Yaacov Agam, Karel Appel, Arman, Romare Bearden, Gene Davis, Don Eddy, Alberto Giacometti, Ian Hornak, Lester Johnson, Alex Katz, Richard Lindner, Roberto Matta, Lowell Nesbitt, Robert Rauschenberg, Donald Sultan, Victor Vasarely e Larry Zox.

## Gli inquilini
- Scuole Pubbliche di Detroit
  - IV piano: Dipartimento di Stato e Programmi Federali (Suite 450)[18]
  - VI piano: Ufficio del Segretario del Consiglio di Istruzione[19]
  - IX piano:
    - Ufficio di atletica leggera[20]
    - Ufficio di alfabetizzazione[21]
    - Educazione multilinguistica-multiculturale in DPS (Suite 119)[22]
    - Ufficio dei servizi per studenti specializzati (Educazione speciale)[23][24]
    - Ufficio dell'innovazione[25]

  - X piano:
    - Divisione del talento (Risorse umane)[26]
    - Divisione dei rapporti di lavoro[27]
    - Divisione di tecnologia e servizi di informazione (Suite 1000)[28]

  - XI piano:
    - Divisione Finanza[29]
    - Dipartimento dei salari[30]
    - Ufficio di gestione dei rischi (Suite 1100)[31]

  - XIV piano: Amministrazione principale[32]
    - Ufficio del gestore delle emergenze[33]
    - Ufficio dell'Ispettore Generale[34]
    - Gruppo delle operazioni[35]
- Girl Scouts del sud-est del Michigan
  - I piano: Council Shop[36]
  - V piano: Ufficio[37]
- Fondazione Ospedale dei Bambini del Michigan - Suite 218[38]
  - Era previsto il trasferimento al Fisher a metà ottobre 2017.[39]
- City Baker
  - Il negozio di Detroit della compagnia con sede a New York doveva aprirsi nel 2017.[40]

Nel 2017 la Platform LLC trasformò il quarto piano in uno spazio in affitto per gruppi di artisti.

## Galleria d'immagini

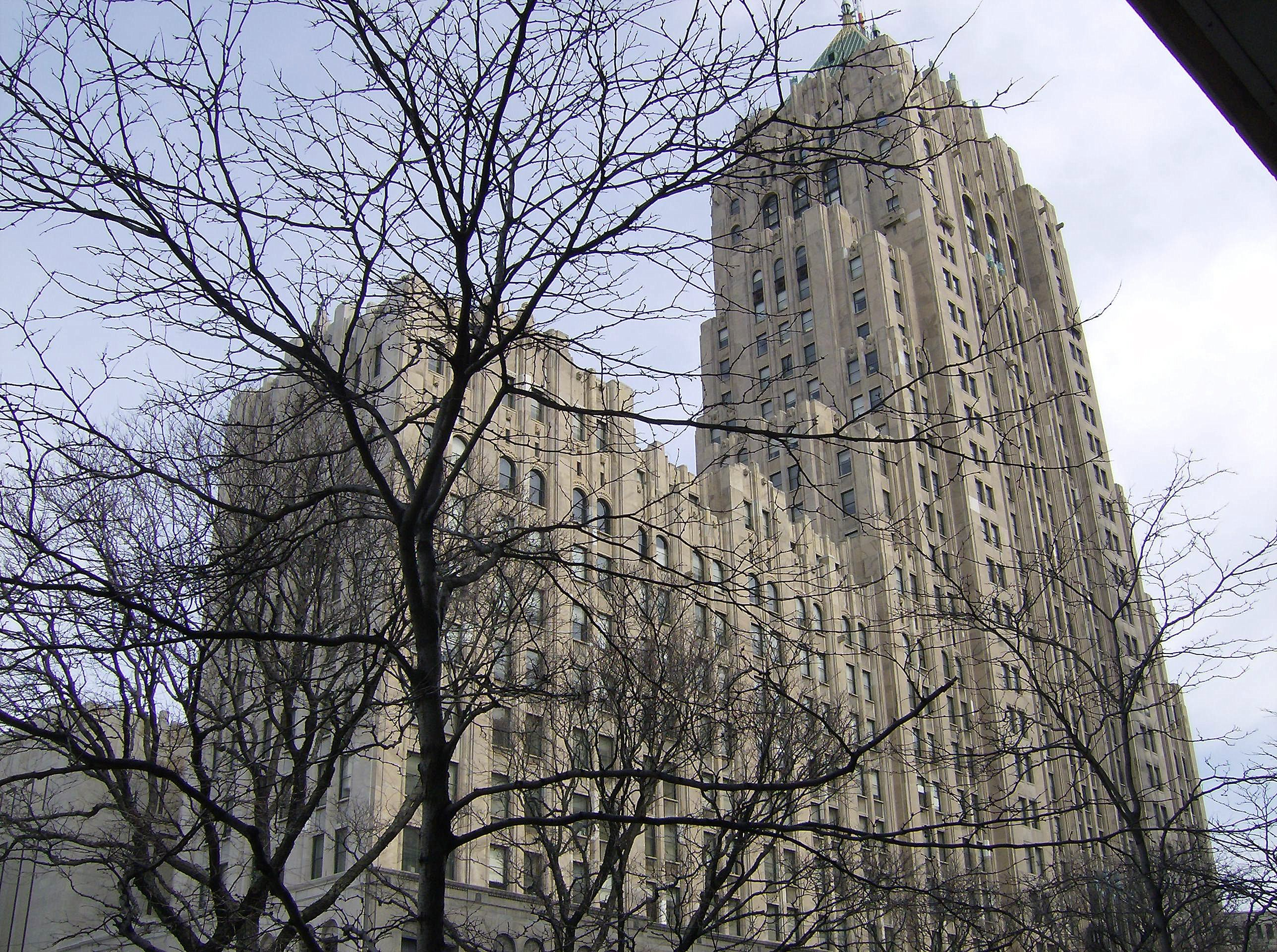
Facciata del Grand Boulevard attraverso gli alberi all'inizio della primavera
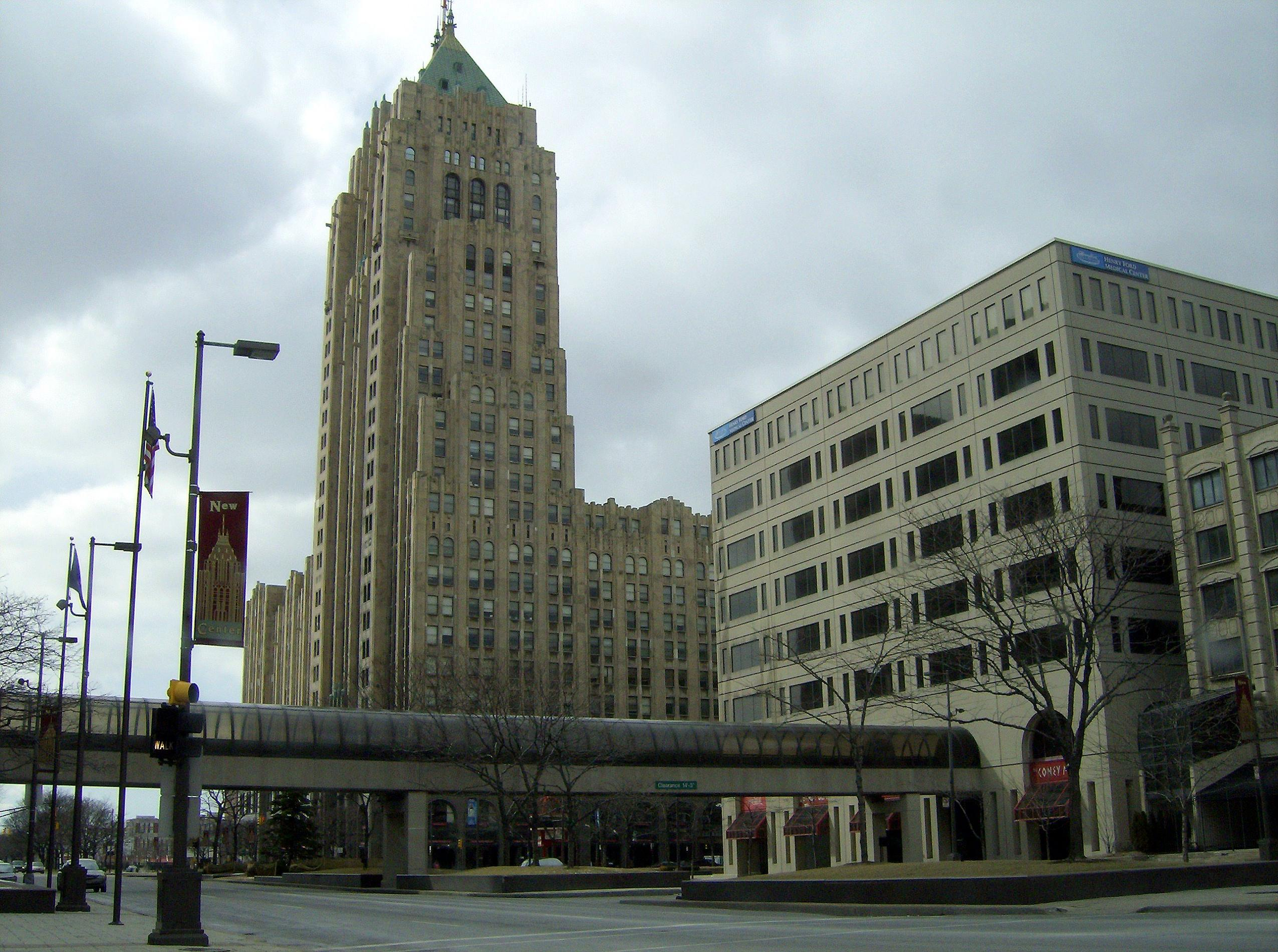
Fisher Building, New Center One e la passerella dal Cadillac Place
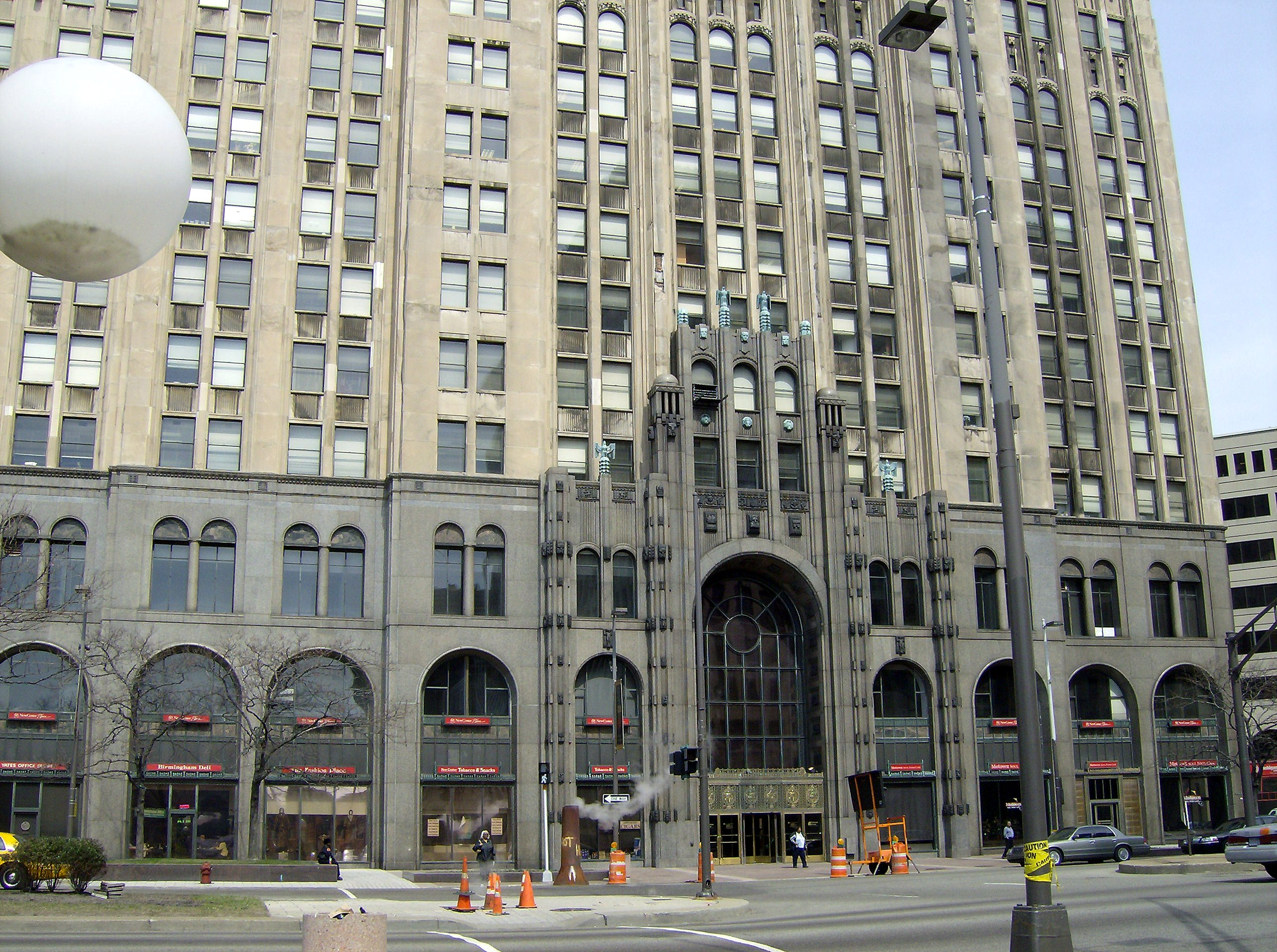
Facciata del Grand Boulevard
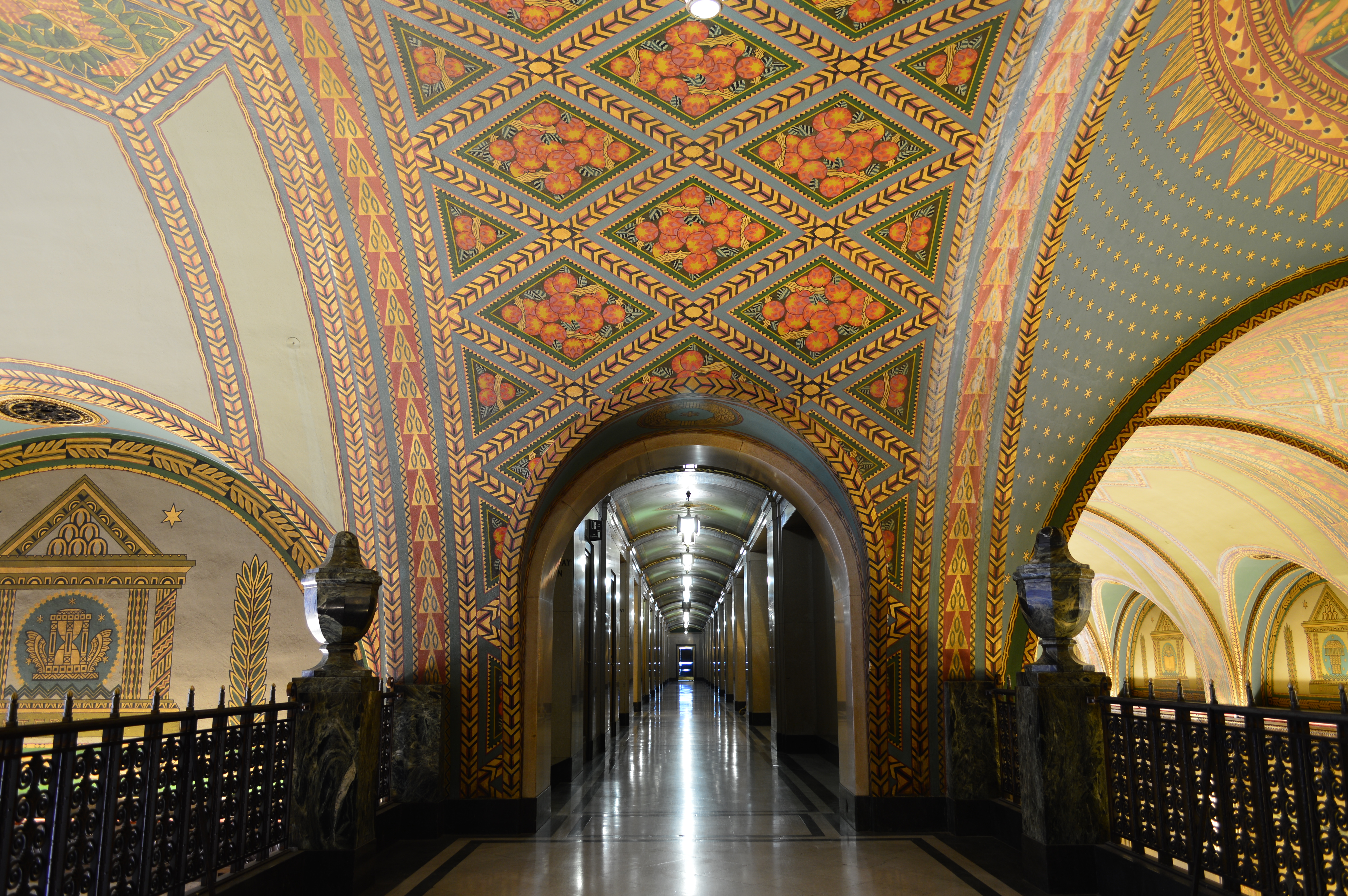
Passerella del Terzo Piano